# DB HBR4

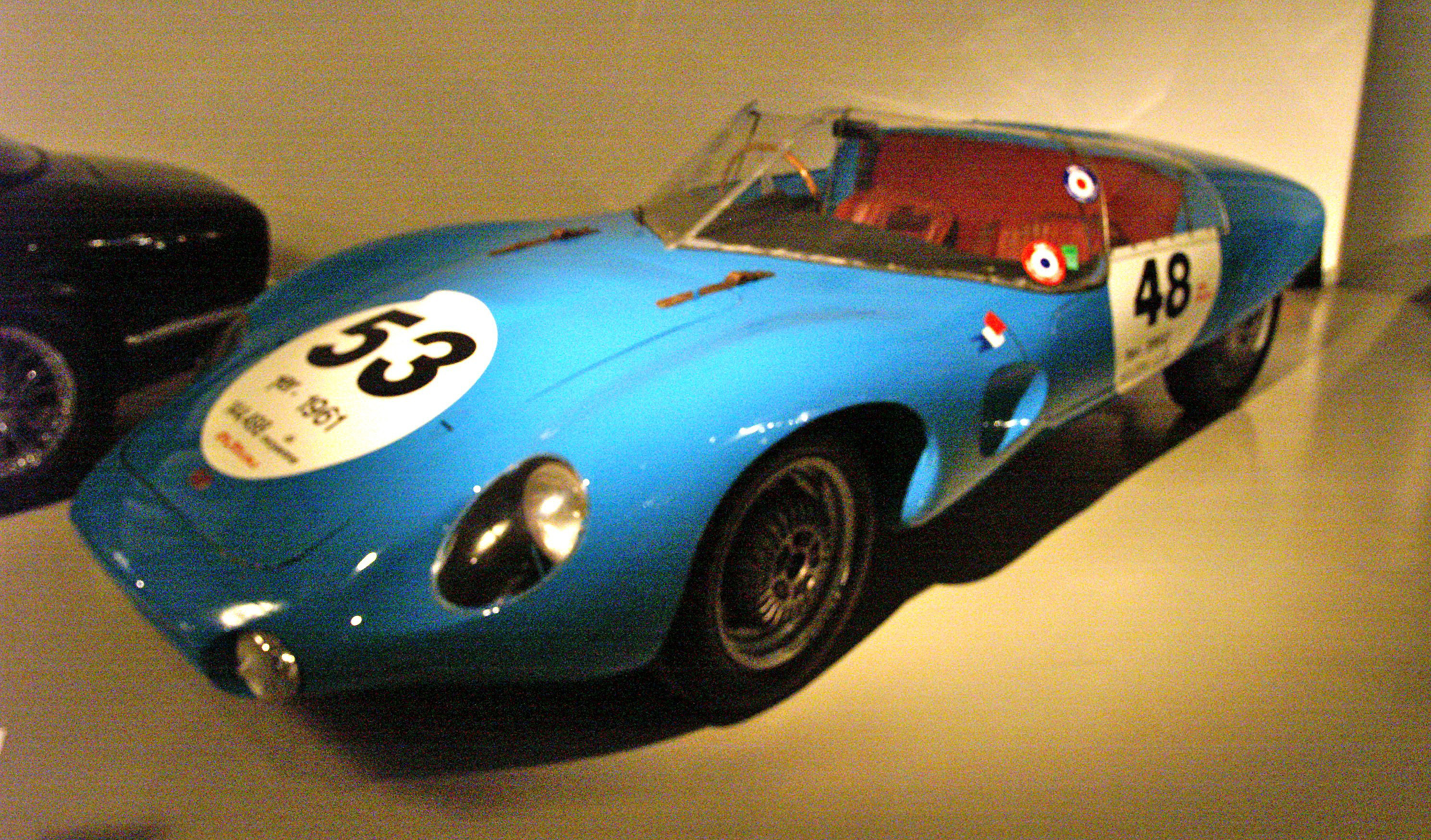
Spyder-Version des HBR4

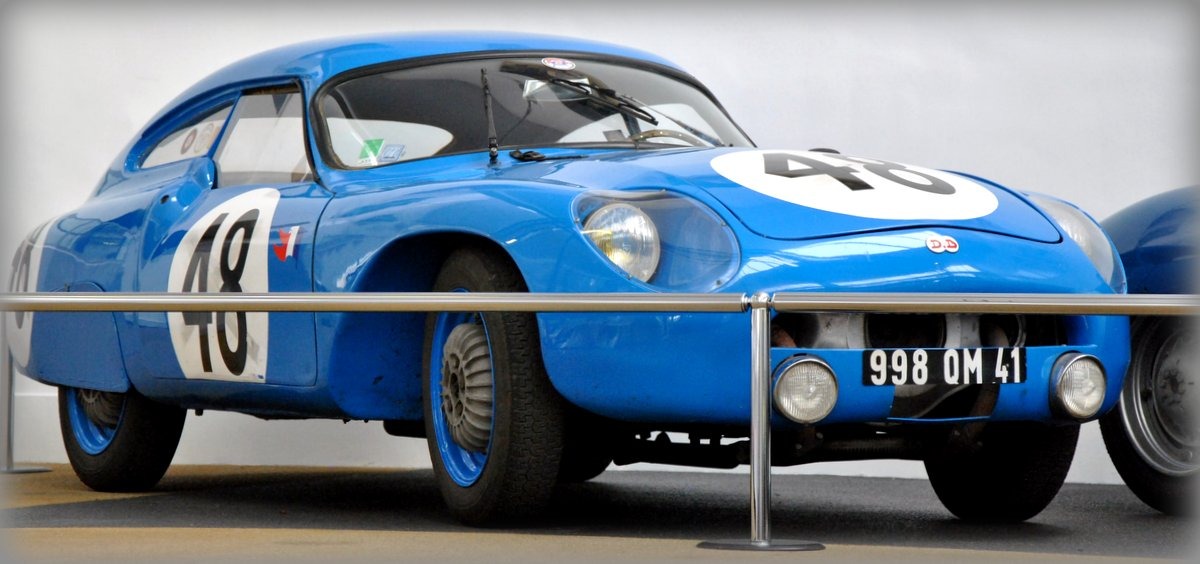
Coupé-Version

Der DB HBR4 war ein Sportwagen, der 1956 bei Deutsch & Bonnet entwickelt wurde und bis 1961 bei Sportwagenrennen zum Einsatz kam.

## Entwicklungsgeschichte
1932 hatte der französische Autorennfahrer und spätere Konstrukteur Charles Deutsch von seinem Vater eine Automobilwerkstatt geerbt und noch im selben Jahr an seinen Landsmann René Bonnet verkauft. 1938 gründeten sie dann gemeinsam in Champigny-sur-Marne das Unternehmen Automobiles D.B. zur Automobilproduktion. Die Markennamen lauteten D.B. und Deutsch & Bonnet. Nach dem Ende des Zweiten Weltkriegs begann die Produktion von Straßenwagen und die bereits vor dem Krieg begonnene Entwicklung von Rennwagen wurde fortgesetzt.
Nach dem DB HBR war der DB HBR5 die zweite wesentliche Entwicklung des Unternehmens und der HBR4 ein Ableger dieses Modells. Der Unterschied lag in der Motorisierung: Während die HBR5 teilweise sogar Motoren mit 1-Liter-Hubraum hatten, kamen im HBR4 0,75-Liter-2-Zylinder-Boxermotoren von Panhard zum Einsatz. Der HBR4 wurde im Unterschied zum leistungsstärkeren Modell öfter mit der leichteren Spyder-Karosserie ausgestattet.

## Renngeschichte
Das Renndebüt gab der HBR4 beim 12-Stunden-Rennen von Reims 1956 mit einem neunten Rang in der Klasse für Sportwagen bis 1,5-Liter-Hubraum. Am Steuer waren Robert Mougin und Louis Cornet.
1959 kamen Werkswagen in der Sportwagen-Weltmeisterschaft zum Einsatz. Beim 1000-km-Rennen am Nürburgring und dem 24-Stunden-Rennen von Le Mans gab es Klassensiege. In Le Mans gewannen René Cotton und Louis Cornet den 25. Biennial Cup und neben ihrer Rennklasse auch den Index of Performance, während Paul Armagnac und Bernard Consten im Index of Thermal Efficiency erfolgreich blieben. Auch 1960 gab es in Le Mans Klassensiege; diesmal war Gérard Laureau der Partner von Armagnac. Den letzten Renneinsatz gab es beim 1000-km-Rennen von Paris 1960, wo die drei gestarteten HBR4 auf den Rängen 20, 21 und 23 gewertet wurden.